# Copa Real Federación Andaluza de Fútbol 2023-24
La Copa Real Federación Andaluza de Fútbol 2023 fue la 4.ª edición de dicha competición. Cuenta con el aliciente de un premio económico para los cuatro equipos clasificados para la fase final y los finalistas serán propuestos para disputar la Copa Real Federación Española de Fútbol.
La fase previa la disputan los cuatro primeros clasificados de los  grupos IX y X de Tercera Federación  en la modalidad de eliminatoria a ida y vuelta, no incluye a los que puedan haber ascendido a Segunda Federación y tampoco podrán participar los filiales.
Los equipos que resulten ganadores de estas eliminatorias jugarán una semifinal a ida y vuelta y serán los dos finalistas, que se jugaran el título a ida y vuelta, los que se beneficien de la posibilidad de jugar la Copa RFEF y la Copa del Rey.

## Equipos clasificados
| Cuadro A                                                                                         | Cuadro B                                                                       |
| ------------------------------------------------------------------------------------------------ | ------------------------------------------------------------------------------ |
| Xerez C. D. C. D. Ciudad de Lucena Salerm Cosmetics Puente Genil F. C. Club Atlético Espeleño(1) | C. D. Huétor Vega C. F. Motril UD Ciudad de Torredonjimeno U. D. Torre del Mar |

## Cuartos de final
Ronda disputada a ida (16 y 17 de agosto) y vuelta (20 de agosto de 2023).
| Equipo 1             | Agr.           | Equipo 2               | Ida   | Vuelta |
| -------------------- | -------------- | ---------------------- | ----- | ------ |
| Xerez Club Deportivo | 1-1 (4:2 pen.) | C. D. Ciudad de Lucena | 1 - 1 | 0 - 0  |

| Equipo 1             | Agr.           | Equipo 2                 | Ida   | Vuelta |
| -------------------- | -------------- | ------------------------ | ----- | ------ |
| C. Atlético Espeleño | 2-2 (3:4 pen.) | S. C. Puente Genil F. C. | 1 - 2 | 0 - 1  |

| Equipo 1              | Agr. | Equipo 2                   | Ida   | Vuelta |
| --------------------- | ---- | -------------------------- | ----- | ------ |
| Club de Fútbol Motril | 2-1  | Club Deportivo Huétor Vega | 2 - 0 | 1 - 0  |

| Equipo 1           | Agr. | Equipo 2           | Ida   | Vuelta |
| ------------------ | ---- | ------------------ | ----- | ------ |
| UDC Torredonjimeno | 1-3  | U.D. Torre del Mar | 1 - 2 | 1 - 0  |

## Semifinales
Ronda disputada a ida y vuelta (23 y 27 de agosto respectivamente).
| Equipo 1   | Agr.  | Equipo 2                 | Ida   | Vuelta |
| ---------- | ----- | ------------------------ | ----- | ------ |
| Xerez C.D. | 2 - 3 | S. C. Puente Genil F. C. | 0 - 0 | 2 - 3  |

| Equipo 1    | Agr.  | Equipo 2           | Ida   | Vuelta |
| ----------- | ----- | ------------------ | ----- | ------ |
| C.F. Motril | 0 - 3 | U.D. Torre del Mar | 0 - 0 | 0 - 3  |

## Final
Ronda disputada a ida y vuelta (30 de agosto y 3 de septiembre respectivamente).
| Equipo 1                 | Agr.           | Equipo 2            | Ida   | Vuelta |
| ------------------------ | -------------- | ------------------- | ----- | ------ |
| S. C. Puente Genil F. C. | 2-2 (5:3 pen.) | U. D. Torre del Mar | 2 - 1 | 0 - 1  |

| Campeón S. C. Puente Genil F. C. 1.° título |